# ارمنستان در مسابقه آواز یوروویژن ۲۰۲۲
ارمنستان در مسابقه آواز یوروویژن ۲۰۲۲ (انگلیسی: Armenia in the Eurovision Song Contest 2022) که در تورین، ایتالیا برگزار شد، با ترانه «اسنپ» به اجرای رزا لین (Rosa Linn) شرکت کرد. این اثر که از سبک موسیقی پاپ با المان‌های فولک الهام گرفته بود، توانست با ملودی جذاب و متن احساس‌برانگیز خود، توجه مخاطبان را به خود جلب کند.
شبکه تلویزیونی عمومی ارمنستان (AMPTV) در تاریخ ۱۱ مارس ۲۰۲۲ اعلام کرد که رزا لین به‌عنوان نماینده این کشور به‌صورت داخلی انتخاب شده است. چند روز بعد، در تاریخ ۱۹ مارس ۲۰۲۲، ترانه «اسنپ» به‌طور رسمی به عموم معرفی شد. این ترانه دربارهٔ انعکاس احساسات پس از یک جدایی و تلاش برای بازگشت به خودشناسی بود و توانست با پیام احساسی و اجرای ساده و دلنشین خود، به قلب بسیاری از طرفداران یوروویژن راه پیدا کند.
اجرای روزا لین روی صحنه تورین، با طراحی صحنه‌ای که فضای یک خانه کوچک و دنج را تداعی می‌کرد، توانست حس گرما و صمیمیت ترانه را به نمایش بگذارد. این اجرا نه تنها از نظر فنی، بلکه از لحاظ احساسی نیز تأثیرگذار بود و نشان‌دهنده توانایی ارمنستان در ارائه موسیقی معنادار در یک صحنه بین‌المللی بود.
«اسنپ» پس از مسابقه نیز به موفقیت قابل‌توجهی دست یافت و در پلتفرم‌های موسیقی مانند Spotify بسیار محبوب شد و به یکی از پرشنونده‌ترین ترانه‌های یوروویژن در آن سال تبدیل شد. این موفقیت نشان‌دهنده تأثیر پایدار موسیقی رزا لین و توانایی او در برقراری ارتباط با مخاطبان در سراسر جهان بود.

## تاریخچه
تا پیش از مسابقه یوروویژن ۲۰۲۲، ارمنستان از سال ۲۰۰۶ سیزده بار در این رقابت‌ها شرکت کرده بود. بهترین عملکرد این کشور تا آن زمان، کسب مقام چهارم بود که دو بار یک بار در سال ۲۰۰۸ با آهنگ "کله کله" به اجرای سیروشو و بار دیگر در سال ۲۰۱۴ با آهنگ تنها نیستی" به اجرای آرام ام‌پی۳ به دست آمد. ارمنستان در سه دوره از مسابقات (۲۰۱۱، ۲۰۱۸ و ۲۰۱۹) نتوانست به مرحله نهایی صعود کند. علاوه بر این، این کشور دو بار به طور موقت یک بار در سال ۲۰۱۲ به دلیل تنش‌های طولانی مدت با کشور میزبان، آذربایجان، و بار دیگر در سال ۲۰۲۱ به علت اعتراضات ۲۰۲۰–۲۰۲۱ ارمنستان پس ازجنگ دوم قره‌باغ از شرکت در مسابقات انصراف داد.
پخش کننده ملی ارمنستان، تلویزیون عمومی ارمنستان، این رویداد را در ارمنستان پخش می‌کند و فرایند انتخاب برای ورود این کشور را سازماندهی می‌کند. پس از غیبت یک ساله ارمنستان ۱ قصد خود را برای شرکت در مسابقه آهنگ یوروویژن ۲۰۲۲ در ۲۰ اکتبر ۲۰۲۱ تأیید کرد ارمنستان در گذشته از روش‌های مختلفی برای انتخاب شرکت استفاده کرده است، مانند انتخاب‌های داخلی و فینال زنده تلویزیونی ملی برای انتخاب مجری، آهنگ یا هر دو برای رقابت در یوروویژن. بین سال‌های ۲۰۱۴ تا ۲۰۱۶ و همچنین در سال‌های ۲۰۱۹ و ۲۰۲۲، این تلویزیون به صورت داخلی هم هنرمند و هم آهنگ را انتخاب کرد، در حالی که فینال ملی Depi Evratesil در سال‌های ۲۰۱۷، ۲۰۱۸ و ۲۰۲۰ برگزار شد. برای سال ۲۰۲۲، این تلویزیون تصمیم گرفت به روش انتخاب داخلی برای نماینده ارمنستان ادامه دهد.

## قبل از یوروویژن
نماینده ارمنستان در مسابقه یوروویژن ۲۰۲۲ به‌طور داخلی توسط AMPTV به همراه گروه‌های تمرکزی محلی و بین‌المللی که شامل حرفه‌ای‌های موسیقی و طرفداران یوروویژن بودند، انتخاب شد. طبق گزارش‌های مختلف از چند سایت رسانه‌ای ارمنی، نام‌هایی چون آتنا مانوکیان، آرسن گریگوریان، رزا لین و سارو گئورگیان برای شرکت در این رقابت مطرح شدند. سارو گوورگیان آهنگ "Wicked Stranger" را ارسال کرده بود و به همراه لین به فهرست کوتاه نهایی راه یافت. در فوریه ۲۰۲۲ گزارش‌هایی منتشر شد مبنی بر اینکه روزا لین به عنوان نماینده ارمنستان انتخاب شده است، اما این خبر توسط AMPTV تکذیب شد. آنا اوهانیان، رئیس روابط عمومی و ارتباطات دیجیتال این تلویزیون اعلام کرد که هنوز هیچ تصمیمی گرفته نشده و نام هنرمند در مارس ۲۰۲۲ اعلام خواهد شد.
در ۱۱ مارس ۲۰۲۲، رزا لین با آهنگ " اسنپ " که توسط خود لین نوشته و ساخته شده است به همراه لارز پرینسیپاتو، جرمی دوسوله، آلی کریستال، تامار کاپرلیان و کورتنی هارل به عنوان آهنگ نماینده ارمنی معرفی شد. تامار کاپرلیان قبلاً به عنوان بخشی از گروه جنلوجی در مسابقه آواز یوروویژن ۲۰۱۵ نماینده ارمنستان بود. رزا لین ویدیوی رسمی این آهنگ را قبل از ارائه فیلمبرداری کرد که توسط آراماییس هایراپتیان کارگردانی شد. این آهنگ و ویدیو در ۱۹ مارس ۲۰۲۲ به عموم ارائه شد.